# 198 Ampella
Ampella /æmˈpɛlə/ (định danh hành tinh vi hình: 198 Ampella) là một tiểu hành tinh khá lớn, thuộc kiểu quang phổ S, ở vành đai chính.
Ngày 13 tháng 6 năm 1879, nhà thiên văn học người Pháp Alphonse L. N. Borrelly phát hiện tiểu hành tinh Ampella khi ông thực hiện quan sát tại Đài thiên văn Marseille ở miền nam nước Pháp và dường như tên nó là dạng giống cái của Ampelos, một satyr và là bạn tốt của Dionysus trong thần thoại Hy Lạp. Cũng có thể tên này phái sinh từ Ampelose (dạng số nhiều của Ampelos), một dạng khác của hamadryad (nữ thần sống trên cây).
Ngày 8 tháng 11 năm 1991, từ New South Wales, Úc, người ta đã quan sát thấy Ampella che khuất một ngôi sao.